# Pianka do golenia

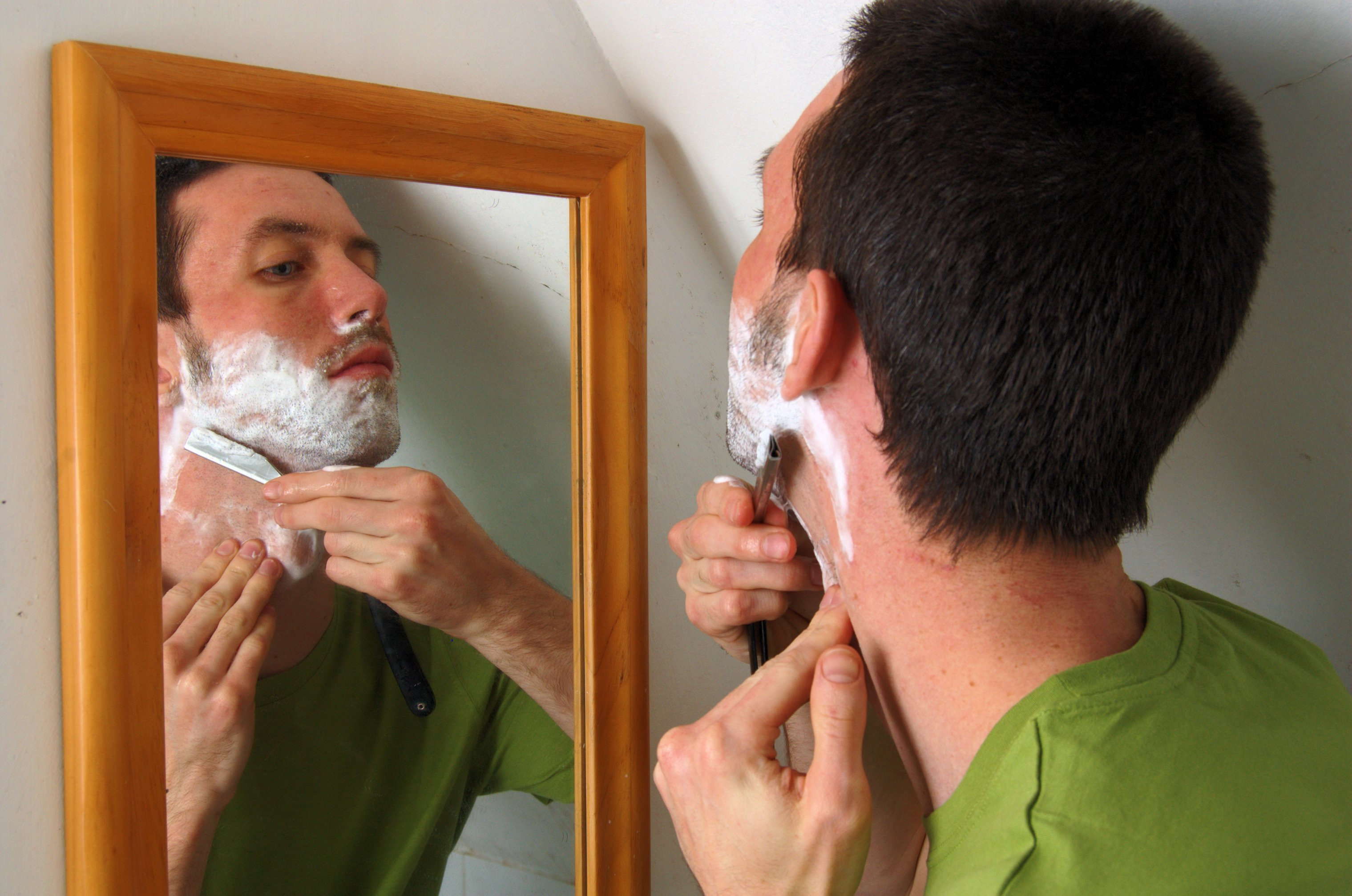
Pianka do golenia w użyciu

Pianka do golenia – pianka nakładana na skórę w celu zapobieżenia jej podrażnienia ostrzami maszynki do golenia i zmiękczenia włosów. Sprzedawana w metalowych pojemnikach pod dużym ciśnieniem.
Początkowo pojemniki z pianką do golenia zawierały freon, jednak, aby uniknąć ograniczeń patentowych zaczęto stosować mieszankę propanu, butanu oraz izobutanu. Ze względu na dużą zawartość wody w piance mieszanka tych węglowodorów nie jest łatwopalna. Są one także bardziej przyjazne dla środowiska naturalnego.
Podczas golenia maszynką elektryczną nie jest konieczne używanie pianki, jednak nowsze modele tych urządzeń umożliwiają także golenie na mokro.
Zamiast pianki stosować można także kremy oraz mydła do golenia.